# District historique de Redstone Coke Oven
Pour les articles homonymes, voir Redstone.
 (décembre 2019).
Le district historique de Redstone Coke Oven, ou Redstone Coke Oven Historic District en anglais, est un district historique de la localité américaine de Redstone, dans le Colorado. Il est inscrit au Registre national des lieux historiques depuis le 7 février 1990.